# うっちゃんの「いぎあだりばったり」
うっちゃんの「いぎあだりばったり」は、2006年12月7日から2013年6月27日まで、青森放送（RABテレビ）で毎週木曜日深夜（金曜日未明）に放送されていたミニ番組。番組内では、当初略称を「いぎあだ」としていたが、のちに「いぎばた」としていた。番組表によっては、「いぎばた」「いぎあだり」と略される場合があった。RAB公式サイト内では単に「いぎあだりばったり」とも明記する場合もあった。

## 放送時間
- 2006年12月 - 2007年9月…毎週木曜日 25:21 - 25:31（深夜1:21 - 1:31）[2]
- 2007年10月 - 2008年9月…毎週木曜日 25:24 - 25:34（深夜1:24 - 1:34）[3]
- 2008年10月 -  2010年3月…毎週木曜日 25:33 - 25:43（深夜1:33 - 1:43）[4]
- 2010年4月 - 2013年3月…毎週木曜日 25:38 - 25:48（深夜1:38 - 1:48）[5]
- 2013年4月 - 6月…毎週木曜日 25:53 - 26:03（深夜1:53 - 2:03）[6]

## 番組の歴史・企画
同局でかつて人気を博した深夜番組『スーパーギャング深夜同盟』（スパギャン）に出演していたうっちゃん（内山千早）が、自身のゆかりの人物をめぐる、という内容で始まった。当然その中には、数名ではあるが『スパギャン』にかかわった人物もいる（初期には『スパギャン』末期のレギュラー・ゲンスイの自宅を訪問）。
うっちゃんがロケ企画を行うという基本コンセプトを引き継いでいる。
第1回の放送は青森県五所川原市の十川駅付近でスタートした。その後、「わらしべ長者」の旅と題し、青森市内の町をランダムに選び、そこで出会った人と持ち物を交換する企画をはじめとした、様々なロケを行っている。
2008年最初の放送は、1月4日金曜日の深夜（1月5日土曜日未明）に放送された。2008年ごろからは、収録時点の時事などをテーマとした連想ビンゴで通行人に回答してもらう企画を主に行っている。2008年11月6日放送分で、通算100回に達した。
2009年ごろからは、津軽弁講座も行うようになっている。10月22日放送分で、通算150回に達した。
2009年12月31日は木曜だったが、大晦日から元日への年越しによる特別編成もあり、放送されなかった。また、翌1月1日（金曜）も放送されず、2010年最初の放送は、1月7日となった。
2010年3月より、ロケを休止し『スパギャン』の名場面集を放送。うっちゃんはVTRの前後に、応接室のような所で番組の進行をしていた。